# ロクブリュヌ＝カップ＝マルタン
ロクブリュヌ＝カップ＝マルタン（フランス語:Roquebrune-Cap-Martin）は、フランス、プロヴァンス＝アルプ＝コート・ダジュール地域圏、アルプ＝マリティーム県のコミューン。モナコに近接する住宅地であり、リゾート地として知られる。

## 地理
アジュル山の占める山がちな圏谷の中、標高225mにあるロクブリュヌ＝カップ＝マルタン城を囲む高い位置にコミューンはある。

## 歴史

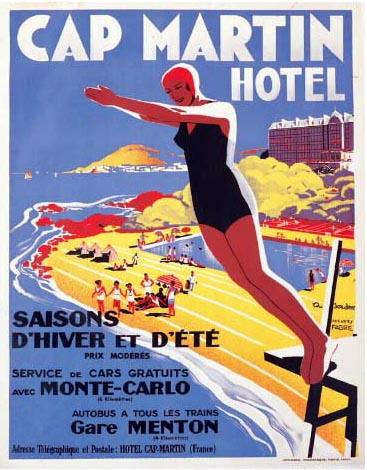
1917年に描かれた、カップ・マルタンのホテルのポスター

ロクブリュヌ＝カップ＝マルタンの歴史は、ヴァンティミーユ伯コンラッド1世が、自身の領土の西境を守るのに抵抗し、城塞を建設した970年に遡る。西境はユリア・アウグスタ街道へ通じていた。この時代にはロッカブルナ（Roccabruna）と呼ばれていた。
ロクブリュヌ＝カップ＝マルタンは、村全体が要塞から構成されていた。1355年、ロクブリュヌとマントンをグリマルディ家が購入し、その後約5世紀にわたって支配した。その間にも城塞の重要性は増していった。
1793年、ロクブリュヌはフランス領となり、1814年に再びモナコ領となった。
1848年、サルデーニャ王国の保護下に置かれたマントンとともに、ロクブリュヌは自由都市となった。
イタリア再統一の協力に感謝し、イタリア王ヴィットーリオ・エマヌエーレ2世は、フランスへニース伯領を割譲した。その後1860年に行われた国民投票で、住民はフランス市民となることを選択した。1861年、ナポレオン3世政府は、ロクブリュヌとマントンに対する権利を放棄したモナコに対してその見返りとして、400万フラン金貨を支払った。
ナポレオン・ボナパルトによって計画された、ロクブリュヌ内を横断する海岸よりの道路の建設は、1804年に実現され、コミューン経済がフレンチ・リヴィエラの他コミューンと一体化されるのに貢献した。
教会のあるマルタン岬（またはカップ・マルタン）は、わずかな人口しかなかったが、11世紀以降領主の治める私領であった。
コミューンの名がロクブリュヌ＝カップ＝マルタンと改名されたのは、ヴァール県のコミューンであるロクブリュヌ＝シュラルジャン（fr）と区別するためであった。
住民の一部は、マントン語（リグーリア方言地域とオック語地域に挟まれた地域で話される）のロクブリュヌ方言を話す。

## ゆかりの著名人
- ジル・パニッツィ - 世界ラリー選手権のドライバー。
- ル・コルビュジエ - 1965年、ロクブリュヌで死去。
- ウィリアム・バトラー・イェイツ - 1939年、ロクブリュヌで死去。

## ギャラリー

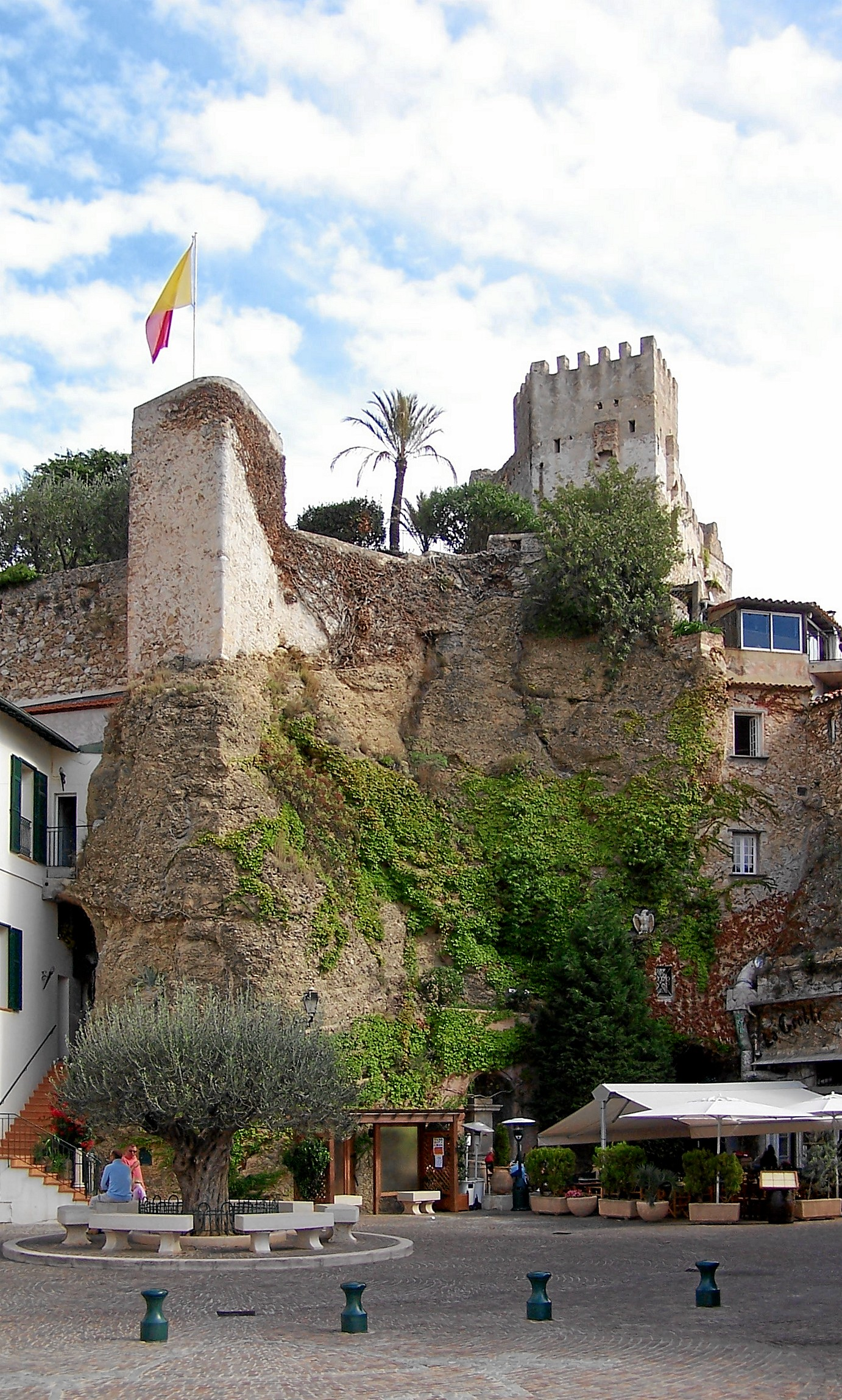
ロクブリュヌ＝カップ＝マルタン城の城壁とドゥー・フレール広場
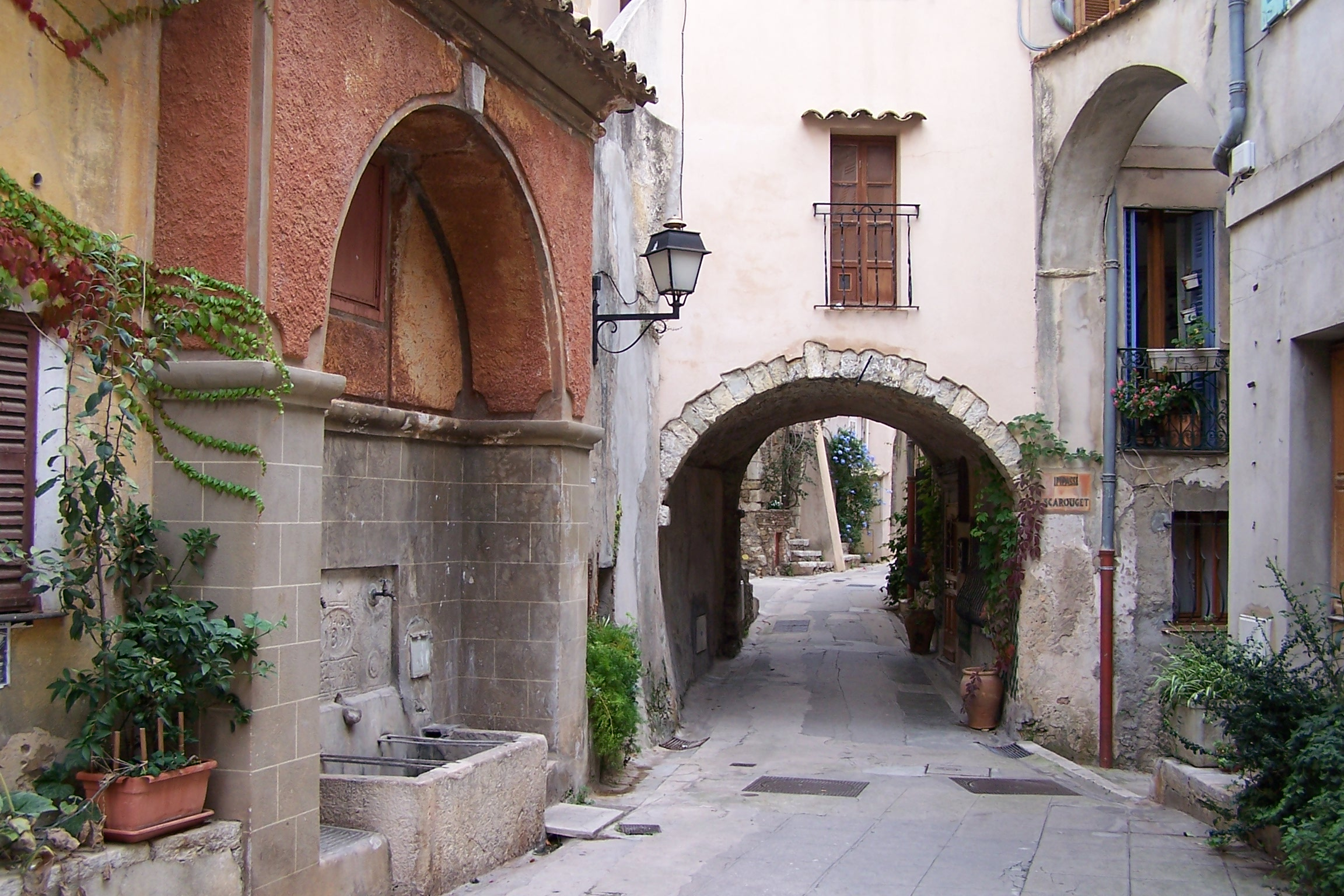
小路
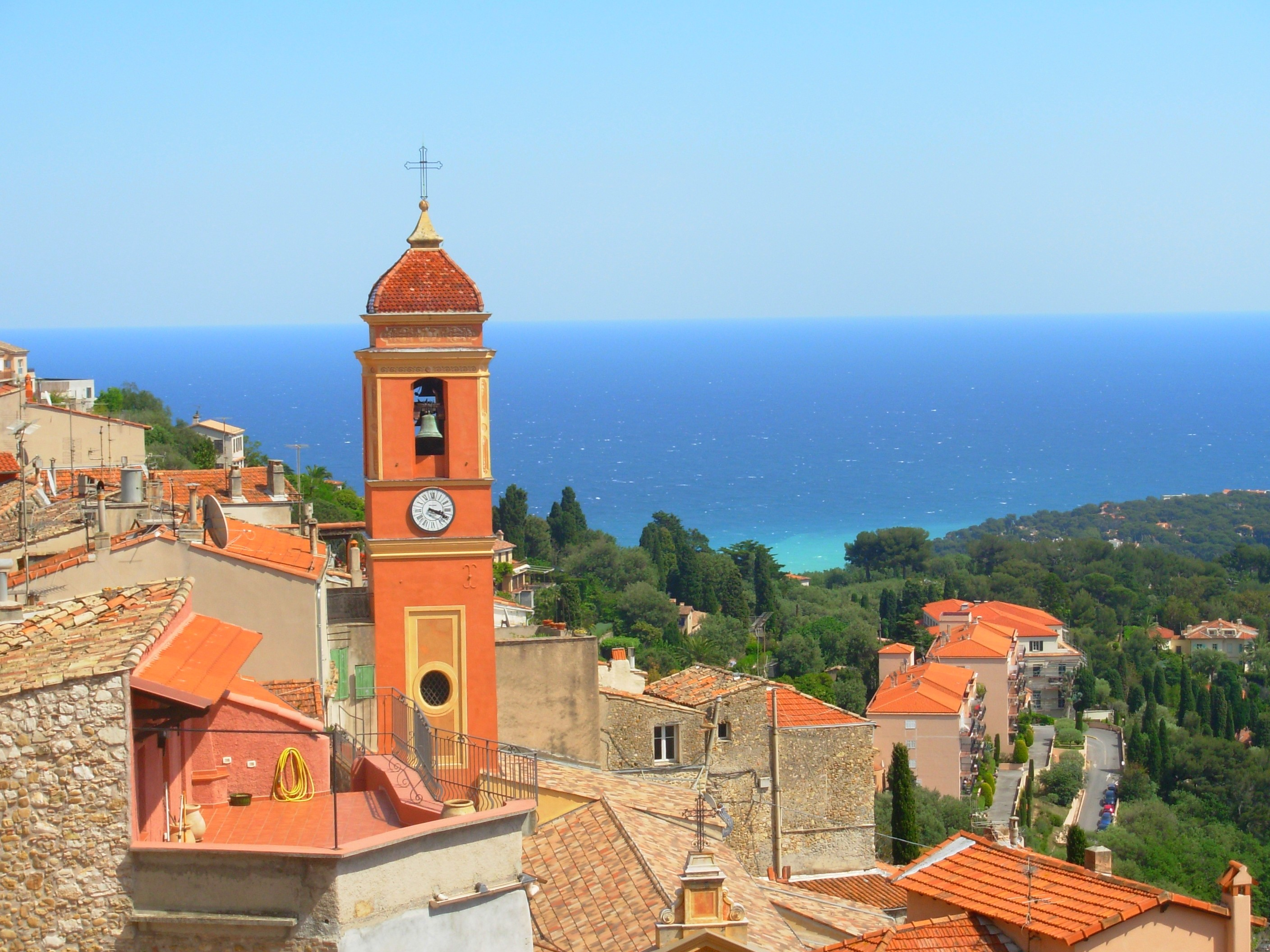
教会の尖塔と海